# Glocester
|  | No s'ha de confondre amb Gloucester. |

Glocester és una població del Comtat de Providence a l'estat de Rhode Island dels Estats Units d'Amèrica.

## Demografia
Segons el cens dels Estats Units del 2000 Glocester tenia 9.948 habitants, 3.559 habitatges, i 2.818 famílies. La densitat de població era de 70,1 habitants per km².
Dels 3.559 habitatges en un 38% hi vivien nens de menys de 18 anys, en un 66,4% hi vivien parelles casades, en un 8,6% dones solteres, i en un 20,8% no eren unitats familiars. En el 15,8% dels habitatges hi vivien persones soles el 6% de les quals corresponia a persones de 65 anys o més que vivien soles. El nombre mitjà de persones vivint en cada habitatge era de 2,8 i el nombre mitjà de persones que vivien en cada família era de 3,14.
Per edats la població es repartia de la següent manera: un 26,8% tenia menys de 18 anys, un 6,4% entre 18 i 24, un 31,6% entre 25 i 44, un 26,1% de 45 a 60 i un 9,2% 65 anys o més.
L'edat mediana era de 38 anys. Per cada 100 dones de 18 o més anys hi havia 95,6 homes.
La renda mediana per habitatge era de 57.537 $ i la renda mediana per família de 62.679 $. Els homes tenien una renda mediana de 39.112 $ mentre que les dones 29.071 $. La renda per capita de la població era de 22.914 $. Aproximadament el 3,4% de les famílies i el 4,4% de la població estaven per davall del llindar de pobresa.